# Семёновка (Переславский район)
Семёновка — деревня, расположенная в Ярославской области в Переславском районе.
В лесу, между Семеновкой и Безминым, находится исток речонки Сотьмы (Сотимки), притока Малой Нерли.

## История
В Смутное время село, бывшее на месте Семеновки, было разграблено польскими интервентами. Возможно, это были отряды под командованием Лисовского и Сапеги, примкнувшие к Лжедмитрию II.
В первой половине XX века в деревне разводили коней породы советский тяжеловоз:

Лошади советской тяжеловозной породы обладают многими положительными качествами.
Они исключительно работоспособны и на вывозке грузов не имеют себе равных; обладают
большой силой и высокой производительностью, ходят хорошим шагом и неплохой рысью.
Советский тяжеловоз отличается гармоническими формами туловища, крепкой конституцией, долголетием и спокойным нравом. Особенно славилось племенное ядро лошадей, разводимое в старинных русских сёлах Елизарове, Любимцеве, Дубровицы, Большая Брембола,
Семёновка, Лучинском, Ефимьеве и других. В этих селениях консолидировалась очень ценная
группа потомков, полученных от знаменитых жеребцов — родоначальников породы. Здесь были
созданы лучшие племенные коневодческие фермы в районе, являвшиеся основными поставщиками племенных коней на экспорт и продажу.
— Кравец, А. М. Возродить былую славу / А. М. Кравец // Коммунар. — 1983. — 19 июля. — С. 3.